# 澄潭街道
澄潭街道，原为澄潭镇，是中国浙江省绍兴市新昌县下辖的一个街道，区域面积78.86平方公里，人口4.0029万人，下辖27个行政村、5个居民区。2019年12月26日，撤镇与梅渚镇合并设立澄潭街道。

## 行政区划
澄潭街道现辖：
澄潭镇社区、社古村、坑下村、西花园村、芝田村、东街村、南街村、西街村、北街村、枣园村、胡衣村、舒家村、茅家村、棠村、横联村、左于村、泄下村、东丁村、燕窠村、里丁村、灵山下村、龟岩潭村、丰瓦村、朱凤村、岭竺村、东瓦村、东西城村、大阳村和兴旺村，
。